# ماريو جواو
ماريو جواو (بالبرتغالية: Mário João‏) (6 يونيو 1935 في البرتغال - ) هو مدرب كرة قدم ولاعب كرة قدم برتغالي في مركز الدفاع. شارك مع منتخب البرتغال لكرة القدم. أما مع النوادي، فقد لعب مع نادي بنفيكا ونادي فابريل.

## مسيرته الكروية
لعب ماريو جواو خلال مسيرته الاحترافية مع ناديين في اثنا عشر موسمًا وسجل خلالها 11 هدفًا ضمن 166 مباراة. حيث فاز في ثلاثة مواسم بالكأس وفي ثلاثة مواسم بالدوري.
خاض ماريو جواو مسيرته مع نادي بنفيكا في موسم 1956–57 ليلعب معه ستة مواسم، مشاركًا في 48 مباراة سجل خلالها هدفين. ثم انتقل إلى نادي فابريل في موسم 1962–63 ليلعب معه ستة مواسم، حيث شارك في 118 مباراة سجل خلالها 9 أهداف.

## وصلات خارجية
- ماريو جواو على موقع الاتحاد الأوربي (الإنجليزية)
- ماريو جواو على موقع قاعدة بيانات كرة القدم.إي يو (الإنجليزية)
- ماريو جواو على موقع ناشيونال فوتبول تيمز (الإنجليزية)
- ماريو جواو على موقع عالم كرة القدم.نت (الإنجليزية)